# Vivian Chukwuemeka
Vivian Chukwuemeka (ur. 4 maja 1975 w Kwale) – nigeryjska lekkoatletka specjalizująca się w pchnięcie kulą, okazjonalnie występująca również w konkursach rzutu dyskiem oraz młotem.
Dwukrotnie wystąpiła w pchnięciu kulą na igrzyskach olimpijskich: w 2000 w Sydney i w 2008 w Pekinie, ale ani razu nie zakwalifikowała się do finału.
Kontrola antydopingowa przeprowadzona 24 lipca 2009 podczas mistrzostw Nigerii wykazała stosowanie przez zawodniczkę niedozwolonych środków, na Nigeryjkę nałożono karę dwuletniej dyskwalifikacji (24 lipca 2009 – 23 lipca 2011). W 2012 powróciła do startów, lecz ponownie przyłapano ją na dopingu, co skutkowało nałożeniem kary dożywotniej dyskwalifikacji.

## Osiągnięcia
- 6 medali Mistrzostw Afryki
  - 4 złote w pchnięciu kulą (Tunis 2002, Bambous 2006, Addis Abeba 2008 oraz Porto-Novo 2012)
  - 2 srebrne w rzucie dyskiem (Tunis 2002 & Bambous 2006)
- 7 medali Igrzysk afrykańskich
  - 3 złote w pchnięciu kulą (Johannesburg 1999 & Abudża 2003 & Algier 2007)
  - srebro (Abudża 2003) i brąz (Algier 2007) w rzucie dyskiem
  - 2 brązowe w rzucie młotem (Abudża 2003 & Algier 2007)
- 2 medale Igrzysk Wspólnoty Narodów w pchnięciu kulą (złoto – Manchester 2002, srebro – Melbourne 2006)

Źródło: 

## Rekordy życiowe
- pchnięcie kulą – 18,86 (2012) rekord Afryki
- pchnięcie kulą (hala) – 18,13 (2006) do 2020 halowy rekord Afryki
- rzut dyskiem – 56,92 (2003) były rekord Nigerii
- rzut młotem – 61,38 (2006)
- rzut ciężarkiem (stadion) – 17,82 (2003) rekord Afryki
- rzut ciężarkiem (hala) – 19,35 (2004) rekord Nigerii